# Pentatonika
Pentatonika – skala złożona z pięciu stopni, zbudowana w obrębie oktawy. Jest popularna między innymi w polskiej muzyce ludowej. Słowo pentatonika pochodzi z języka greckiego i oznacza właśnie pięć dźwięków. Przykładem pentatoniki mogą być dźwięki pięciu kolejnych, czarnych klawiszy fortepianu.
Termin ten zasadniczo stosowany był w odniesieniu tylko do orientalnych skal muzycznych, jednak obecnie odnoszony jest również do skal, które składają się z pięciu dźwięków. 
Skala pentatoniczna była pierwszym etapem w kształceniu tonalności, wystąpiła we wszystkich kulturach na świecie. Wykształciła się ze skali ditonicznej i tritonicznej. Spotykana jest również w polskiej muzyce ludowej, jak np. w pieśni weselnej Chmiel.
Obecnie bardzo chętnie wykorzystywana w praktycznie wszystkich odmianach muzyki rozrywkowej, od bluesa począwszy.
Charakterystyczną cechą skal pentatonicznych jest to, że dźwiękiem centralnym jest dźwięk środkowy. Pentatonikę można zbudować w ten sposób, że od obranego dźwięku, zwanego dźwiękiem centralnym, tworzymy interwał sekundy wielkiej w górę i w dół oraz interwał kwarty czystej również w górę i w dół. Ten typ pentatoniki, starszej, nosi nazwę pentatoniki anhemitonicznej, czyli bezpółtonowej. Występuje ona w pięciu odmianach:
(nazwy dźwięków podawane są w kolejności od najniższego do najwyższego)
- e – g – a – h – d1
- g – a – h – d1 – e1
- a – h – d1 – e1 – g1
- h – d1 – e1 – g1 – a1
- d1 – e1 – g1 – a1 – h1

Młodszą odmianą pentatoniki jest pentatonika hemitoniczna lub: półtonowa, zawierająca oprócz odległości całotonowych tercję wielką i jedną lub dwie sekundy małe w następującym układzie:
- e – f – a – h – c1

lub
- f – g – h – c1 – d1